# Halové mistrovství Evropy v atletice 2009 – běh na 800 metrů žen
Běh na 800 metrů žen na halovém mistrovství Evropy v atletice 2009 se konalo v italském Turíně ve dnech 6. března až 8. března 2009; dějištěm soutěže byla hala Oval Lingotto. Ve finálovém běhu zvítězila reprezentantka Ruska Marija Savinovová.
Dana Šatrová byla vyřazena v rozběhu. Časem 2:05,47 obsadila čtvrté místo z pěti startujících ve svém běhu; celkově skončila 13. ze 14 startujících, na první nepostupové příčce do semifinále.
| Umístění         | Sportovec           | Čas        |
| ---------------- | ------------------- | ---------- |
| Zlatá medaile    | Marija Savinovová   | 1:58,10 WL |
| Stříbrná medaile | Oxana Zbrožeková    | 1:59,20    |
| Bronzová medaile | Elisa Cusma         | 2:00,23    |
| 4.               | Jennifer Meadowsová | 2:00,42    |
| 5.               | Marilyn Okorová     | 2:03,30    |
| 6.               | Taťána Petljuková   | 2:03,77    |